# اقتصاد عراق
اقتصاد عراق وابستگی شدیدی به نفت دارد و به عبارتی بر پایه اقتصاد نفت است. حدود ۹۵ درصد از کل درآمدهای عراق از فروش نفت این کشور حاصل می‌شود. جنگ‌های متعدد عراق و تحریم‌های بین‌المللی دراز مدت باعث عقب ماندن اقتصاد عراق شده‌است. حضور گسترده کشورهای غربی در راس آنها ایالات متحده آمریکا با چندین پایگاه نظامی که حدود ۶۰۰۰ نظامی آمریکایی در آنها حضور دارند و فعالیت بیش از ۶۰ شرکت غربی که در حیطه‌های نظامی-حفاظتی-امنیتی(غالبا)-اقتصادی-فرهنگی و... در خاک این کشور فعالیت دارند باعث نوسانات شدید اقتصادی بیشتری در عراق شده و به نابسامانی ها شدیداً دامن زده است.
عراق طی چند دهه گذشته شاهد آشفتگی‌های سیاسی، اجتماعی لاله و اقتصادی زیادی بوده‌است. این مسئله بحران مالی را به دنبال داشت. با نگاهی به جنگ هشت ساله با ایران در سالهای ۱۹۸۰–۱۹۸۸ و عواقب مختل شدن و از بین رفتن صنعت نفت، علاوه بر این، از بین رفتن ذخایر نفتی که در طول سالیان متمادی مورد تجاوز قرار گرفت، بود. پس از آن، به دنبال حمله به کویت در سال ۱۹۹۰ و قیمت سنگین تحریم‌های بین‌المللی که سالها تحمیل شده بود در نتیجه آن حمله بود. این وقایع منجر به انبوهی از بدهیهای عظیم بین‌المللی شد که اقتصاد کشور را که زمانی رونق بخش بود، ویران کرد. صرف نظر از آشفتگی‌ها و حوادث ناگوار، بهبود فضای امنیتی و دستیابی به ثبات منجر به افزایش سرمایه‌گذاری‌های خارجی و داخلی شد. در همین زمان، دولت عراق پس از آنکه به اوج خود در تمام مدت ۷۶٫۵۵٪ در اوت ۲۰۰۶ رسید، به رکورد کم ۶٫۳۷_٪ در اکتبر سال ۲۰۰۹ توانست تورم را تحت کنترل نگه دارد. عرضه پول بیشترین عامل تورم را تشکیل می‌دهد و از نظر آماری در سطح ۱٪ قابل توجه است. برآوردهای بلند مدت تصریح می‌کنند که عرضه پول مهم‌ترین عامل تعیین‌کننده تورم در عراق در طی دوره ۱۹۹۵–۲۰۱۵ است و همان‌طور که از نظر آماری در سطح ۱٪ اعلام شده‌است. در حقیقت افزایش یک واحد باعث تغییر ۵۹ درصدی تورم می‌شود. دومین عامل مهم تورم واردات است. ضریب واردات همان‌طور که انتظار می‌رود مثبت است و از نظر آماری نیز قابل توجه است. این امر با این واقعیت قابل توضیح است که عراق کشور کوچکی است و به منظور بستن فاصله بین عرضه و تقاضای بازار، به واردات کالاها و خدمات آن بستگی دارد. به نظر می‌رسد نرخ واقعی ارز دارای علامت منفی بوده و از نظر آماری نیز در سطح ۱ درصد قابل توجه است، و این نشان می‌دهد که ارزش دینار عراق توانایی مهار تورم در طولانی مدت در عراق را دارد

## بازرگانی

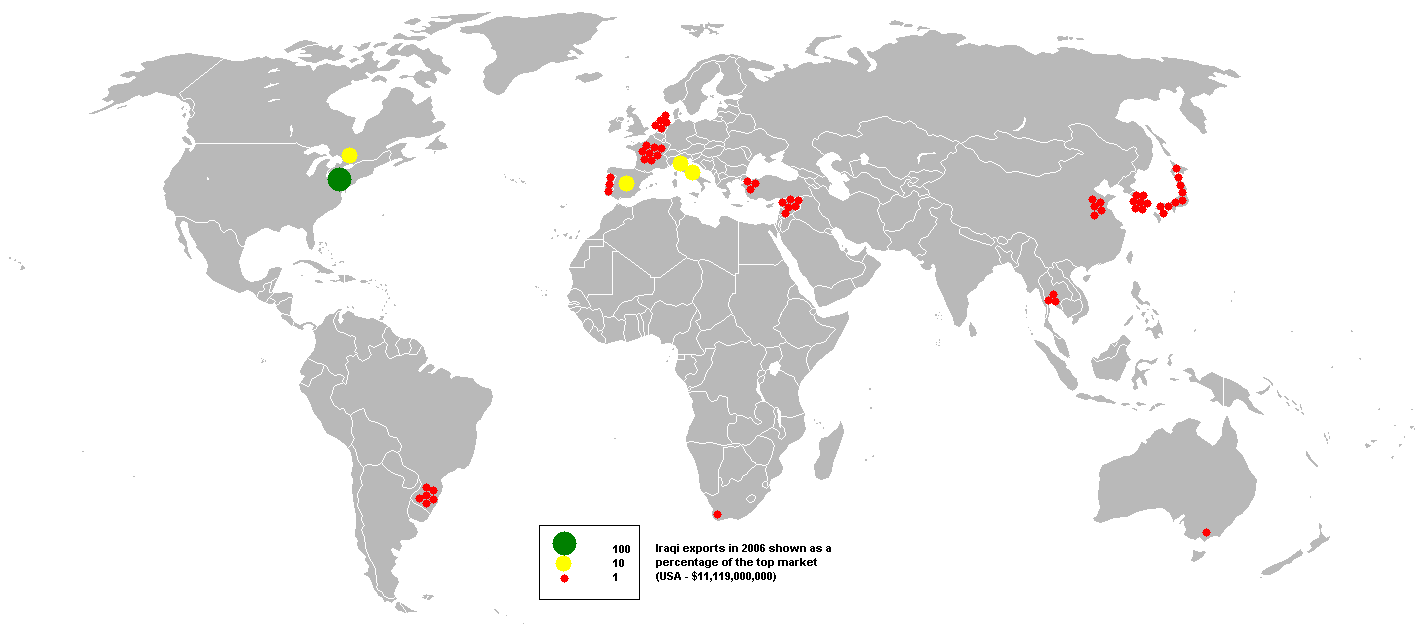
صادرات عراق در 2006

عراق یکی از اعضای موسس اوپک است.نفت 99.7 درصد از صادرات عراق را با ارزش 43.8 میلیارد دلار در سال 2016 تشکیل می داد.از دهه 1990 تا 2003، تحریم بازرگانی بین المللی فعالیت صادرات عراق را تقریباً منحصراً به نفت محدود کرد. در سال 2003، نفت حدود 7.4 میلیارد دلار از مجموع 7.6 میلیارد دلار ارزش صادرات عراق را تشکیل می داد و آمار سال های قبل نیز نسبت های مشابهی را نشان می داد. پس از پایان تحریم تجاری در سال 2003 که دامنه صادرات را گسترش داد، نفت همچنان موقعیت غالب را به خود اختصاص داد. در سال 2004، بازارهای اصلی صادرات ایالات متحده (که تقریباً نیمی از آن را تشکیل می داد)، ایتالیا، فرانسه، اردن، کانادا و هلند بودند. در سال 2004، ارزش واردات عراق 21.7 میلیارد دلار بود که با کسری تجاری حدود 5.2 میلیارد دلار آمریکا مواجه شد. در سال 2003، منابع اصلی واردات عراق، ترکیه، اردن، ویتنام، آمریکا، آلمان و بریتانیا بودند. به دلیل بخش تولید غیرفعال عراق، دامنه واردات از جمله غذا، سوخت، دارو و کالاهای تولیدی بسیار زیاد بود. تا سال 2010، صادرات به 50.8 میلیارد دلار و واردات به 45.2 میلیارد دلار افزایش یافت. شرکای اصلی صادرات در سال 2009 عبارت بودند از: ایالات متحده، هند، ایتالیا، کره جنوبی، تایوان، چین، هلند و ژاپن. شرکای اصلی واردات در سال 2009 عبارت بودند از: ترکیه، سوریه، ایالات متحده آمریکا، چین، اردن، ایتالیا و آلمان.در مارس 2022، حجم بازرگانی فی مابین ایران و عراق به 10میلیارد دلار رسید، زیرا سرمایه گذاری های مشترک به میزان قابل توجهی افزایش یافت اما همچنان به دلیل تحریم ها علیه ایران محدود بود. به‌ویژه کالاهایی که از ایران منشا می‌گرفتند، مشمول تحریم تجاری آمریکا و اتحادیه اروپا بودند. ایران و عراق در ژانویه 2021 یادداشت تفاهم همکاری اقتصادی امضا کردند.

## گزارش‌ها و آمارها
در سال ۲۰۱۲ رشد اقتصادی عراق ۴. ۸ درصد تعیین شده بود که پیش‌بینی‌ شده‌ بود در سال ۲۰۱۴ به ۷. ۸ درصد خواهد رسید. عراق بعد از جنگی که منجر به سرنگونی صدام شد، به صورت مداوم تولید نفت خود را افزایش داد و از بزرگ‌ترین صادرکنندگان نفت شد و ۵۰ درصد افزایش عرضه نفت بعد از حضور عراق در بازارهای جهانی مدیون این کشور است. کشور عراق که علاوه بر نفت منابع طبیعی بی شماری دارد.
سرانه تولید ناخالص داخلی برای هر عراقی پس از جنگی که منجر به سرنگونی صدام شد، در سال ۲۰۰۵ هزار و ۷۹۰ دلار می‌بود و این سرانهٔ تولید ناخالص داخلی در سال ۲۰۱۲ به ۶ هزار و ۳۰۰ دلار افزایش یافت. گفته‌شده طبق اطلاعات حاصل از بانک ملی قطر پیش‌بینی می‌شد که اقتصاد عراق همچنان رشد بالایی را تجربه خواهد کرد. البته درهمان‌زمان احتمال ناآرامی‌های مدنی در آینده پیش‌بینی می‌شد که این امر می‌توانست باعث کاهش درآمدهای نفتی، بحران مالی عراق و تورم شود.
در سال ۲۰۱۲ کشور عراق به‌طور متوسط روزانه ۳٫۱ میلیون بشکه نفت تولید کرد، که بالاترین مقدار در ۳۰ سال گذشته به حساب می‌آمد.
با این اوصاف بانک ملی قطر پیش‌بینی کرده‌بود که رشد تولید ناخالص داخلی عراق در سال ۲۰۱۴ با افزایش ظرفیت تولید نفت و همچنین توسعه خدمات دولتی، تجارت و ساخت و ساز به حدود ۶٫۳ درصد برسد.
یکی از دلایل صادرات به عراق، به‌خاطر شرایط جغرافیایی و اقتصادی این کشور می باشد؛ چرا که کشور عراق برای تأمین نیاز در انواع دسته های کالایی، شدیداً به واردات وابسته است. 
در فروردین ۱۳۹۳ منتشرشد که صندوق بین‌المللی پول در جدیدترین گزارش خود اعلام کرده‌است، کشور عراق بیشترین رشد اقتصادی را در بین کشورهای خاورمیانه دارد. صندوق بین‌الملل پول همچنین اعلام کرد عراق از نظر رشد تولید ناخالص داخلی در صدر کشورهای منطقه قرار دارد.